# Alemannia Aachen (piłka siatkowa kobiet)
Alemannia Aachen – żeński klub piłki siatkowej z Niemiec. Został założony w 1900 roku z siedzibą w Akwizgranie. Występuje w Volleyball Bundesliga. W sezonie 2012/2013 w barwach klubu występuje polska siatkarka Paulina Biranowska.

## Zawodniczki

### Skład zespołu na sezon 2012/2013
- Pierwszy trener :  Stefan Falter
- Drugi trener :  Istvan Molnar
- Fizjoterapeuta :  Dieter Lenzen
- Lekarz zespołu :  Frank Tresemer
- Manager :  Ralph Kranzhoff

| Numer | Nazwisko           | Wzrost | Narodowość        | Pozycja      |
| ----- | ------------------ | ------ | ----------------- | ------------ |
| 1     | Angie Bland        | 1,87   | Belgia            | środkowa     |
| 2     | Lucy Wicks         | 1,76   | Wielka Brytania   | rozgrywająca |
| 3     | Karen Lißon        | 1,84   | Niemcy            | rozgrywająca |
| 4     | Anke Borowikow     | 1,83   | Niemcy            | środkowa     |
| 5     | Karine Muijlwijk   | 1,82   | Holandia          | atakująca    |
| 9     | Kimika Rozier      | 1,80   | Stany Zjednoczone | środkowa     |
| 11    | Paulina Biranowska | 1,69   | Polska            | libero       |
| 13    | Karolína Bednářová | 1,83   | Czechy            | przyjmująca  |
| 14    | Barbara Dégi       | 1,85   | Węgry             | atakująca    |
| 15    | Nikolina Kovačić   | 1,80   | Chorwacja         | przyjmująca  |
| 17    | Laura Weihenmaier  | 1,74   | Niemcy            | przyjmująca  |